# Shopee
Shopee es una plataforma móvil singapurense dedicada al comercio electrónico. Fue fundada en 2015 en Singapur. Posteriormente, se expandió a varios países de Asia-Pacífico, América Latina y Europa, incluidos Malasia, Tailandia, Taiwán, Indonesia, India, Vietnam, Filipinas, Brasil, México, Chile, Colombia, Francia y Polonia. Dejó de operar en Argentina desde el 8 de septiembre de 2022, a nueve meses de su llegada. También está disponible en China continental, Hong Kong, Japón y Corea del Sur como centros de ventas.
Pertenece a Sea Group (NYSE: SE, anteriormente llamado Garena).

## Historia
En febrero de 2015, Shopee se lanzó en Singapur como un ecommerce centrado en dispositivos móviles donde los usuarios pueden navegar, comprar y vender. Integrada con soporte logístico y de pago, pretende hacer que las compras online sean fáciles y seguras tanto para vendedores como para compradores.
La empresa lanzó un sitio web para competir con otros sitios web de comercio electrónico en la región, como Coupang, Lazada, Tokopedia y AliExpress. Para diferenciarse, Shopee ofrece seguridad en las compras online a través de su propio servicio de depósito en garantía llamado "Garantía Shopee", donde retiene el pago a los vendedores hasta que los compradores hayan recibido sus pedidos.
El 3 de septiembre de 2019, Shopee inauguró oficialmente su nueva sede regional de seis pisos en el Parque Científico de Singapur. El nuevo edificio tiene 22.700 m² de espacio, con capacidad para 3000 empleados y es seis veces más grande que la sede anterior en Ascent Building. El edificio fue alquilado anteriormente por WeWork en Singapur. Posteriormente, el contrato de arrendamiento se entregó a Shopee como resultado de su rápida expansión. Al hacerlo, fortalece su impulso en la economía digital.

## Modelo de Negocio
Shopee comenzó como un mercado de consumidor a consumidor (C2C), pero desde entonces ha pasado a un modelo híbrido de C2C y de empresa a consumidor (B2C).
Shopee se asocia con más de 70 proveedores de servicios de mensajería en sus mercados para brindar apoyo logístico a sus usuarios. En Singapur, colaboró con la startup de logística NinjaVan Tracking para la recogida y entrega de artículos. Otros socios de entrega en la región incluyen Pos Malaysia y Pos Indonesia. Shopee se asocia con Delhivery y Ecom Express para la entrega de bienes comprados en la India.

## Nuevos lanzamientos
En 2016, Shopee lanzó una iniciativa llamada "Universidad Shopee", una serie de talleres y tutoriales para ayudar a los empresarios y empresas locales a establecer sus negocios online en Filipinas.
En 2017, Shopee lanzó Shopee Mall con 200 marcas en Singapur y Filipinas. Presenta miles de productos por marcas y minoristas líderes en la región. Shopee Mall se creó para ofrecer una experiencia de compra online más diversa y atender mejor a las marcas más grandes que buscan un enfoque omnicanal.
En 2018, Shopee lanzó el portal China Marketplace que ofrece a los compradores un fácil acceso a productos de comerciantes chinos, sin gastos de envío ni de agente en Singapur y Filipinas. Este portal compite directamente con la opción Taobao Collection de Lazada.

## Embajadores de marca
En 2018, Shopee nombró a Blackpink como su primer embajador de marca regional, como parte de su asociación con YG Group. Bambam de Got7 también fue designado embajador de la marca en Tailandia en octubre del mismo año.
En 2019, Shopee se asoció con el ícono del fútbol mundial Cristiano Ronaldo como su embajador de marca regional. La asociación se anunció en consonancia con el evento de compras anual característico de Shopee, 9.9 Super Shopping Day.
En Filipinas, Shopee ha generado siete embajadores de marca locales: la actriz Anne Curtis, el cantante Jose Mari Chan, la personalidad de televisión Sarah Geronimo, el boxeador y senador Manny Pacquiao, la personalidad de televisión Kris Aquino, el presentador de televisión y comediante Willie Revillame, el presentador de televisión y vlogger Alex Gonzaga y la actriz de televisión Kim Chiu. 
En 2020, la personalidad de televisión Aquino se convirtió en el nuevo patrocinador de Shopee para la Venta de Navidad del 11.11, después de Chan, quien fue el patrocinador de la Venta de Navidad del 11.11 al 12.12 en 2018 y el Super Shopping Day del 9.9 en 2020. Chan luego se unió a Aquino en la Venta de Navidad 12.12 en 2020. En febrero de 2021, el presentador de televisión y comediante Revillame fue nombrado nuevo patrocinador de Shopee para 3.3-4.4 Mega Shopping Sale. El programa de Revillame, Wowowin, es socio de Shopee para sus promociones mensuales de venta de compras de dos dígitos en 2020, incluso antes de que Revillame fuera nombrado patrocinador de Shopee en 2021. Aunque Revillame es el nuevo patrocinador de Shopee en 2021, aparece en anuncios en línea, mientras que Kris Aquino permanece el patrocinador de la venta 3.3-4.4 en comerciales de televisión y videos de YouTube.
En agosto de 2020, Phua Chu Kang, un papel clásico de una comedia de situación de Singapur interpretada por Gurmit Singh, fue anunciado y firmado como el primer embajador de la marca de Singapur de Shopee. Posteriormente nombró a Mark Lee como el próximo embajador de Shopee en mayo de 2021.
En Indonesia, Shopee reclutó a 2 embajadores de marca locales: el difunto cantante Didi Kempot y la cantante Nella Kharisma en 2020. Algunas celebridades indonesias también se convirtieron en embajadores de marca locales, como la actriz Prilly Latuconsina, el actor Maxime Bouttier, la cantante Via Vallen y el cantante Rizky Febian en 2018, la legendaria banda de rock Slank y la cantante Syahrini en 2019, y también exmiembro y gerente general de JKT48 Melody Nurramdhani Laksani para Shopee Barokah y el comediante Tukul Arwana en 2020. También en 2020, el grupo masculino coreano Stray Kids asumió el cargo de embajador de la marca de Shopee Indonesia para la gran venta del 11 de noviembre y la venta de cumpleaños del 12 de diciembre. A principios de 2021, dos actores y actrices de telenovelas Amanda Manopo y Arya Saloka de la telenovela de gran éxito Ikatan Cinta (Love Ties) firmaron como embajadores de la marca local de Shopee. También en 2021, el actor y artista marcial Joe Taslim fue contratado como embajador de la marca local de Shopee para el Shopee 9.9 Super Shopping Day.
En junio de 2021, BtoB fue seleccionada como embajadora oficial de Shopee's K-Collection, una exhibición de marcas coreanas en la que participan 50 pequeñas y medianas empresas nacionales a través de Shopee's Live Shopee Singapur, Shopee Malasia, Shopee Filipinas y Shopee Vietnam. El grupo presentó productos directamente a través de 'Shopee's Live' y llevó a cabo una reunión de fans en línea exclusiva para atraer activamente a los fans locales del K-pop como clientes.

## Oferta publica inicial
Sea Group, el conglomerado tecnológico al cual pertenece Shopee, presentó una oferta pública inicial en la Bolsa de Valores de Nueva York (NYSE) en octubre de 2017 por mil millones de dólares estadounidenses. Tencent es el principal beneficiario de la cotización de Sea con una participación del 20 %, mientras que Blue Dolphins Venture, una organización creada por el fundador Forrest Li, posee el 15 %. El propio Li tiene el 20 % y el director de tecnología, Gang Ye, el 10 %.

## Premios
En 2015, Shopee fue galardonada con la Startup Of The Year de Singapur en la segunda edición de los Vulcan Awards, presentados por la editorial digital de Singapur, Vulcan Post.
{{Ficha de organización
https://www.thietkeshopee.net/2023/03/cach-tang-follow-shopee-hieu-qua.html